# Alexander Shibaev
Ne doit pas être confondu avec Aleksandr Chibaïev.
Alexander Shibaev (né le 9 septembre 1990) est un pongiste russe.

## Palmarès
Il remporte le titre en double à l'Open de Slovénie 2010 associé à Alexey Smirnov. En 2011 il obtient la médaille d'argent aux championnats d'Europe.
En 2017 il est finaliste du Top 16 européen, ne s'inclinant en finale que contre Dimitrij Ovtcharov.
Il fait partie de l'équipe de Russie médaillée d'argent aux Championnats d'Europe de tennis de table 2021 à Cluj.
Son meilleur classement est no 21 mondial.